# Герб Большесельского района
Герб Большесельского района — официальный символ Большесельского муниципального района Ярославской области. Первый вариант герба был утверждён в 2009 году, нынешний принят 24 февраля 2011 и внесён в Государственный геральдический регистр Российской Федерации под регистрационным номером 6709.

## Описание и обоснование символики
Официальное описание герба:
В червлёном (красном) поле золотая перевязь, сопровождаемая вверху окруженным по краю зелёным лавровым венком и обременённым несущим на левом плече серебряную на червлёной рукояти секиру черным восстающим медведем, золотым безантом (шаром); внизу — серебряной подковой двумя шипами вниз. Щит увенчан муниципальной короной установленного образца
Лавровый венок — символ победы, успеха, благополучия. Венок является одной из центральных фигур на щите герба графов Шереметевых, на гербе района он определяет географический центр Ярославской области. Медведь с секирой обозначает принадлежность района к Ярославской области и помещён в центр золотого поля, что является органичным продолжением геральдической истории Ярославской области. Подкова — через Большое Село проходила столбовая дорога, связывающая Углич и Ярославль. В селе проводилась первая замена ямщицких лошадей — первый стан.

## История

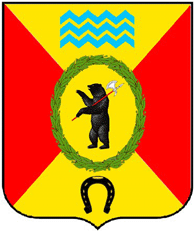
Герб района в 2009-2011 годах

Первый герб района утверждён решением № 59 Собрания представителей Большесельского муниципального района от 26 марта 2009 года. Согласно тексту Положения о гербе: «Щит скошен справа и слева на золото и червлень. Центр поля обременён лавровым зелёным венком. В венке на золотом поле чёрный восстающий медведь, держащий левой лапой на левом плече серебряную секиру с червлёным (красным) древком. В главе по золотому полю три лазоревых зубчатых полосы с четырьмя зубцами. В основании по золотому полю подкова чёрная, концами обращённая вниз».
Вскоре герб был переработан, по всей вероятности, по рекомендации Геральдического совета при президенте РФ. Новый вариант утверждён Решением Собрания представителей Большесельского муниципального района от 24 февраля 2011 года №213.